# Khouribga (provins)
Khouribga (arabiska: إقليم خريبكة, franska: Province de Khouribga) är en provins i Marocko.   Den ligger i regionen Béni Mellal-Khénifra, 120 km söder om huvudstaden Rabat. Antalet invånare är 499 144. Arean är 4 250 kvadratkilometer.